# 1898 v loďstvech
Tento článek obsahuje významné události v oblasti loďstev v roce 1898.

## Lodě vstoupivší do služby
- leden –  Caesar – predreadnought třídy Majestic

- 8. ledna –  USRC Manning – strážní kutr

- 2. dubna –  O'Higgins – pancéřový křižník

- duben –  Hannibal a Illustrious – predreadnought třídy Majestic

- 11. dubna –  USS Wasp – dělový člun

- červen –  Masséna – predreadnought (samostatná jednotka)

- červen –  Bouvet – predreadnought (samostatná jednotka)

- 11. května –  SMS Monarch – predreadnought třídy Monarch

- 12. května –  SMS Budapest – predreadnought třídy Monarch

- 16. května –  USS Gloucester – dělový člun

- 7. října –  SMS Kaiser Friedrich III. – predreadnought třídy Kaiser Friedrich III.